# Charierges nigralba
Charierges nigralba là một loài bướm đêm trong họ Noctuidae.